# Толга Сейхан
Толга Сейхан (тур. Tolga Seyhan; 17 січня 1977, Гіресун, Туреччина) — турецький футболіст, захисник.

## Біографія

### Клубна кар'єра
Толга вихованець «Дарданелспора», як футболіст розкрився пізно. До 24 років він грав за другодивизіонний клуб «Дарданелспор», де його помітив тренер Зія Доган. Тоді він тренував скромний, але суперліговий «Малатьяспор». У сезоні 2002/03 Толга став основним захисником, зіграв 33 матчах з 34 і забив в них 7 м'ячів. 
В такому ж дусі він і почав сезон 2003/04: тільки в першому колі на його рахунку було чотири м'ячі (плюс ще один у свої ворота). А потім Зія Доган отримав запрошення з «Трабзонспора». Першим, ким Доган зажадав підсилити склад, став Толга. Вимога тренера було задоволена, і з новим тренером і новим захисником футболісти з Трабзона стали віце-чемпіонами Туреччини. Також вони ледь не пробилися в груповий турнір Ліги чемпіонів, і відсутність Толги (у зв'язку з травмою у матчі з «Сконто»), на думку Догана, стала однією з головних причин того, що турки не втримали здобуту в Києві перемогу.
Через ту травму Толга був відсутній півтора місяця: він пропустив не тільки матчі з «Динамо», але й старт відбіркового турніру до чемпіонату світу 2006 року. Повернувшись, він знову став основним гравцем команди, повернув собі місце у збірної Туреччини, яке довірив йому новий наставник збірної Ерсун Янал. Саме при ньому Толга і закріпився у складі збірної Туреччини.
На початку липня 2005 року перейшов у «Шахтар» (Донецьк), за 3,75 млн доларів. Толга Сейхан став першим турецьким легіонером в «Шахтарі» і в вищій лізі України загалом. Договір був підписаний на 3 роки. В чемпіонаті України дебютував 7 липня 2005 року в матчі проти «Дніпра» (2:0). У сезоні 2005/06 зіграв в 16 матчах у чемпіонаті України та у 5 матчах в єврокубках.
Влітку 2006 року був відданий в оренду в «Галатасарай», а влітку 2007 року в «Трабзонспор», куди його запросив Ерсун Янал.
У 2008 році був проданий турецькому клубу «Коджаеліспор», який щойно вийшов в турецьку Суперлігу. У січні 2009 року перейшов в «Хаджеттепе», але команда за підсумками сезону 2008/09 залишила вищий дивізіон Туреччини, посівши останнє місце у турнірній таблиці. Після цього Толга ще один сезон провів у Суперлізі за «Газіантепспор».
Завершив ігрову кар'єру у 2011 році в нижчоліговому «Гіресунспорі».

### Кар'єра в збірній
У складі збірної Туреччини провів 18 матчів і забив 2 голи. Перший в товариському матчі з Бельгією (2:1). Другий у відбірковому матчі в Грузії, де Толга поклав початок розгрому господарів (5:2). Другий гол за збірну забив теж збірній Грузії.

## Досягнення
- Срібний призер чемпіонату Туреччини (3): 2003-2004, 2004-2005, 2006-2007
- Володар Кубка Туреччини (1): 2004-2005
- Чемпіон України (1): 2005-2006
- Володар Суперкубка України (1): 2005

## Особисте життя
Одружений.